# Volrad von Krempa
Volrad von Krempa (Vorname auch Vollrad; Nachname auch Crempa; † 1302 in Anagni) war von 1296 bis 1302 Bischof von Brandenburg.

## Leben
Volrad von Krempa gehörte zum holsteinischen Adel. Sein Herkunftsname deutet auf das holsteinische Krempe hin. Die erste urkundliche Erwähnung Volrads ist auf den 27. Oktober 1273 als Domherr von Lübeck datiert. Vom 13. April 1276 bis zum 1. Oktober 1276 war er Domdekan in Lübeck. Als Domherr von Schwerin urkundete er vom 17. August 1280 bis 25. Januar 1284. Während seiner Zeit als Domherr von Schwerin war er auch Propst von Bützow, wie aus einer auf den 17. August 1280 datierten Urkunde hervorgeht. Vom 26. November 1284 bis zum 5. September 1292 war er Dompropst von Schwerin. Auch in Lübeck stieg er nach einer Urkunde vom 14. Februar 1294 zum Dompropst auf. Laut einer Urkunde vom 13. Juni 1288 war er darüber hinaus auch Archidiakon von Rostock.
Während eines Aufenthaltes an der Kurie in Italien wurde Volrad von Krempa am 9. August 1296 von Bonifaz VIII. zum neuen Bischof von Brandenburg ernannt. Urkundlich hält er sich am 1. Mai 1297 immer noch in Rom auf. Wahrscheinlich ist er Ende November 1297 nach Deutschland zurückgekehrt. Am 2. Februar 1298 hielt er sich in Bautzen auf und war im März desselben Jahres in Magdeburg. Ende des Jahres 1298 war er zusammen mit Markgraf Hermann auf dem Reichstag von König Albrecht I. in Nürnberg. Während seines Aufenthaltes in Deutschland scheint Volrad von Krempa sich meistens in Magdeburg aufgehalten zu haben. Zuletzt urkundete er in Magdeburg am 3. Mai 1301. Aufgrund von Streitigkeiten mit den Markgrafen Otto IV. und Konrad I. wegen deren Vogteigerechtsame und der Abgabepflicht der geistlichen Untertanen war ihm die Besitznahme der bischöflichen Residenz nicht gestattet. Die Bischöfe von Brandenburg und Havelberg hatten die Mark Brandenburg mit dem Interdikt belegt, dies muss vor dem 13. Februar 1302 geschehen sein. Diese Angelegenheit führte Volrad von Krempa ein zweites Mal an den päpstlichen Hof, der in Anagni weilte. Zwischen dem 22. Mai 1302 und dem 14. September 1302 verstarb Volrad von Krempa, ohne eine Entscheidung im Streit mit den beiden Markgrafen herbeigeführt zu haben.
Er erscheint als Mitaussteller von Ablassurkunden für den Dom von Magdeburg, für den Dom von Halberstadt und St. Nicolai in Oschersleben sowie für das Servitenkloster Himmelgarten bei Nordhausen.

## Siegel und Wappen

### Domherr von Schwerin
Auf dem Wappenschild befand sich ein Flug.

### Bischof von Brandenburg
Das Hauptsiegel ist spitzoval. Es zeigt den sitzenden Bischof. Die rechte Hand des Bischofs ist erhoben, und in der linken Hand hält er den Krummstab. Die Mitra ist mit dem Bild eines Adlers verziert. Der Wappenschild zu den Füßen des Bischofs zeigt den Flug. Die Umschrift lautet: † S VOLRADI: DEI: GRA – BRANDENBVRGEN · ECCE · EPI.
Das Sekretsiegel ist eiförmig. Das Siegelbild zeigt einen Kopf, der vielleicht der des Augustus ist. Die Umschrift lautet: † SECRETVM: VOLRADI: DE: CREMPA.

## Quelle
- Personendatenbank zur Germania Sacra, abgerufen am 4. Juli 2017.
- Germania-sacra, abgerufen am 4. Juli 2017.